# Sakarja
Sakarja ("Herren minns") är en profet som fått en bok i judendomens Neviim ("profeterna") och kristendomens Gamla Testamentet uppkallad efter sig. Sakarja är en av de så kallade mindre profeterna och samtida med profeten Haggai.
Han uppträdde i Jerusalem omkring 520 f.Kr. och uppmanade sina landsmän att återuppbygga stadens tempel. Han betonade att det som har värde för Herren är rättfärdighet och barmhärtighet. Huvudinnehållet i hans profetior är framställt i form av åtta syner. Återstoden av Sakarjas bok, som torde tillhöra en senare tid, förutsäger världsmaktens störtande, de förskingrade israeliternas återkomst och upprättandet av Guds rike.